# Alto sajón
El alto sajón (en alemán: Obersächsisch, pronunciación: /ˈoːbɐˌzɛksɪʃ/ⓘ) es un dialecto del alto alemán central oriental hablado en el actual estado alemán de Sajonia y en partes de los estados vecinos de Sajonia-Anhalt y Turingia. Aunque coloquialmente se le suele denominar sólo como "sajón" (en alemán Sächsisch), no se debe confundir con el dialecto bajo sajón, hablado en el norte de Alemania y perteneciente a la lengua bajo-alemana. El alto sajón está estrechamente relacionado con el dialecto turingio.

## Historia
El alto sajón evolucionó como nueva variedad lingüística durante el fenómeno migratorio conocido como Ostsiedlung, a partir del año 1100. Por aquel entonces, los pobladores procedentes del ducado raíz de Sajonia y de la vecina Turingia, hablantes de sajón antiguo, se trasladaron al Margraviato de Meissen entre los ríos Elba y Saale, territorio hasta entonces poblado por eslavos polabios. La importancia del alto sajón en la cancillería alemana creció con la instauración del Electorado de Sajonia. El alto sajón era el dialecto nativo de Martín Lutero, que tradujo la Biblia en 1534, dando inicio a una revolución cultural y religiosa, no sólo en el norte de Alemania, sino en todo el continente europeo. Sobre la base del alto sajón se construyó la lengua alemana moderna que hoy conocemos como alemán estándar.
El alto sajón era visto a menudo como la lengua coloquial de la Alemania del Este por sus vecinos de la Alemania Occidental, ya que lo hablaban muchos de los líderes comunistas provenientes de la industrializada Alemania Central como Walter Ulbricht, y aún hoy es objeto de numerosos estereotipos. Existe en alemán el verbo sächseln que significa literalmente hablar/sonar como (un) sajón.

## Características
Es típica del alto sajón la elevación generalizada de las vocales /eː/, /o/ y /oː/ del alto alemán central a /iː/, /u/ y /uː/; así, se tiene por ejemplo Schnii por Schnee ("nieve") y Vulk por Volk ("pueblo"). Las vocales /ö/, /öː/, /ü/, /üː/ y /üe/ del alto alemán central se redondean a /e/, /eː/, /i/ y /iː/, lo que da una pronunciación de beese en böse ("malo") y Biine en Bühne ("escenario"). También son típicas, aunque se trata de características compartidas con otros grupos dialectales, la monoptongación de diptongos (Bein "pierna" pasa a ser Been, Baum "árbol" pasa a Boom), y la suavización consonántica (Kardoffeln en lugar de Kartoffeln "patatas", Babba en lugar de Papa "papá"). A diferencia del turingio, los infinitivos terminan en -en y no en -e. La apócope está ampliamente ausente; así, dialectalmente se pronuncia balde ("pronto") o im Hause ("en casa"), en contraste con las formas bald o zu Hause del alemán normativo. En el dialecto de Meissen la palatalización de la consonante k no es tan fuerte como en otros dialectos más occidentales.
Es muy característico del dialecto alto sajón el uso de las partículas gramaticales nicht wahr y nicht wahr, nicht? ("¿no?", "¿no es así?", "¿verdad?", "¿cierto?") en oraciones interrogativas, que en la práctica se pronuncian norr y norr ni?. También hay que destacar el uso de las palabras nu y né, tomadas del sorabo, para "sí" y "no" (en alemán normativo ja y nein).

## Subdialectos
El grado del acento sajón varía mucho de un lugar a otro, desde el relativamente suave acento en las grandes ciudades como Dresde o Chemnitz hasta el marcado acento de las zonas rurales, según el grado de aplicación de la segunda mutación consonántica germánica: 
- El dialecto de Meissen, que permaneció en el antiguo margraviato después del desarrollo de la nueva variedad estándar del alto alemán. Se habla en el distrito de Meissen y la Sajonia Central subiendo por el río Elba hasta la Suiza sajona. Incluye el habla de Dresde.
- El alto sajón septentrional, que presenta muchas características bajoalemanas, se habla en el norte de Sajonia y en los alrededores de la ciudad de Leipzig, desde Torgau y Eilenburg bajando hacia Borna, y en el estado vecino de Sajonia-Anhalt subiendo por el río Saale hacia Weißenfels, al oeste.
- El erzgebirgués (Erzgebirgisch), un dialecto bastante diferenciado, que se habla en los pueblos de los Montes Metálicos centrales. Antes de que los alemanes fueran expulsados de Checoslovaquia después de la Segunda Guerra Mundial, también se hablaba en el noroeste de Bohemia y en los Sudetes, actualmente en la República Checa.[4][5]